# Сесар Куето
Сесар Куето (ісп. César Cueto, нар. 16 червня 1952, Ліма) — перуанський футболіст, що грав на позиції півзахисника.
Виступав, зокрема, за клуби «Альянса Ліма» та «Атлетіко Насьйональ», а також національну збірну Перу. У складі збірної — володар Кубка Америки.

## Клубна кар'єра
Народився 16 червня 1952 року в місті Ліма. Вихованець футбольної школи клубу «Альянса Ліма». Дорослу футбольну кар'єру розпочав 1969 року в основній команді того ж клубу, в якій провів три сезони, взявши участь у 32 матчах чемпіонату.
Згодом з 1972 по 1974 рік грав у складі команд «Хосе Гальвес» та «Депортіво Мунісіпаль», після чого повернувся до рідної «Альянси», з якою виграв титули чемпіона Перу 1975, 1977 і 1978 років.
Своєю грою за останню команду привернув увагу представників тренерського штабу колумбійського клубу «Атлетіко Насьйональ», до складу якого приєднався 1979 року. Відіграв за команду з Медельїна наступні чотири з половиною сезони своєї ігрової кар'єри. Більшість часу, проведеного у складі «Атлетіко Насьйональ», був основним гравцем команди і одним з головних бомбардирів команди, маючи середню результативність на рівні 0,35 гола за гру першості, а також певний час капітаном команди. У 1980 та 1981 роках Куето був визнаний найкращим футболістом колумбійської ліги, а у 1981 році він також виграв чемпіонат Колумбії.
У 1984 році він став футболістом іншого місцевого клубу «Америка де Калі», в якій двічі поспіль став чемпіоном Колумбії. Втім по ходу другого сезону у 1985 році Сесар отримав серйозну травму, через яку пропустив 9 місяців і не зумів повернутись на попередній рівень, тому надалі виступав за менш сильні колумбійські команди «Депортіво Перейра» та «Кукута Депортіво».
Після того як у грудні 1987 року під час авіакатастрофи загинув майже весь склад клубу «Альянса Ліма», Куето вирішив повернутись до рідної команди, щоб допомогти їй на футбольному полі. Саме там 1991 року Веласкес і завершив ігрову кар'єру.

## Виступи за збірну
6 червня 1972 року дебютував в офіційних іграх у складі національної збірної Перу в товариському матчі проти Колумбії (0:0).
1975 року Веласкес взяв участь у переможному для його збірної Кубку Америки, але зіграв на ньому лише в одному матчі проти Болівії (3:1), в якому забив гол.
Згодом у складі збірної був учасником двох чемпіонатів світу — 1978 року в Аргентині та 1982 року в Іспанії. На обох турнірах був основним гравцем і зіграв в усіх іграх, шести і трьох відповідно, а у грі проти Шотландії (3:1) на чемпіонаті 1978 року забив гол. Між цими турнірами також був учасником розіграшу Кубка Америки 1979 року, на якому дійшов з командою до півфіналу турніру, здобувши бронзові нагороди.
Незважаючи на те, що Куето завершив ігрову кар'єру в 1991 році, він зіграв за збірну Перу 24 серпня 1997 року в товариському матчі проти Колумбії (2:1), вийшовши в основному складі і на 40 хвилині був замінений на Хуана Карлоса Басалара. Таком чином зігравши у віці 45 років Куето став одним з найстарших футболістів, що зіграли за національну команду. Загалом протягом кар'єри у національній команді провів у її формі 51 матч, забивши 6 голів.

## Титули і досягнення

### Командні
- Чемпіон Перу (3):

«Альянса Ліма»: 1975, 1977, 1978
- Чемпіон Колумбії (3):

«Атлетіко Насьйональ»: 1981
«Америка де Калі»: 1984, 1985
- Володар Кубка Америки (1):

Перу: 1975

### Особисті
- Найкращий гравець колумбійської ліги: 1980, 1981